# Conrad Bühring

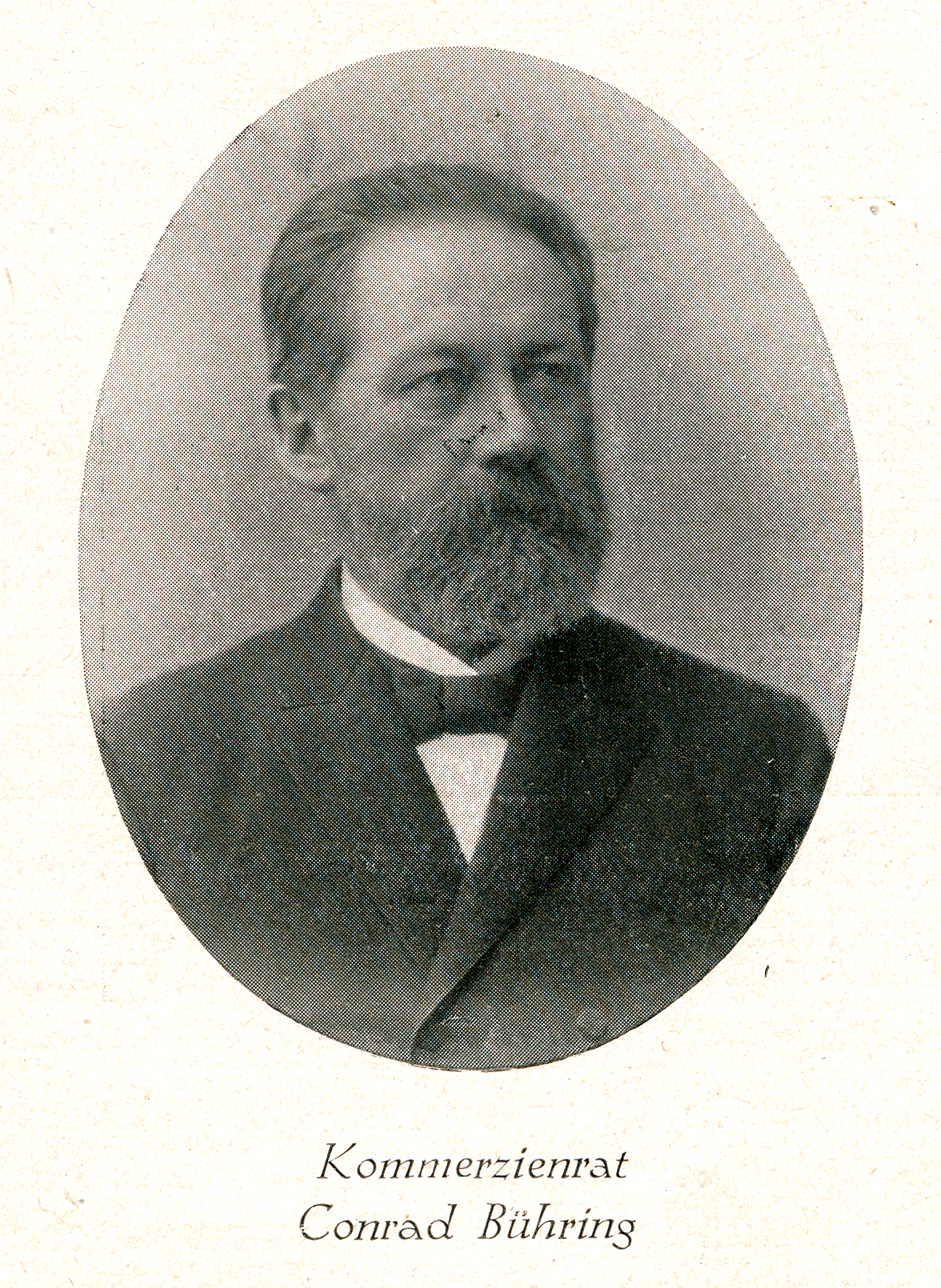
Punktgerasterter Abdruck einer wohl in den 1890er Jahren entstandenen Fotografie mit dem Brustbild des Conrad Bühring

Conrad Bühring (vollständiger Name: Conrad Ludwig Friedrich Bühring; auch: Konrad Bühring; * 18. März 1835 in Jellen; † 4. August 1893 in Göttingen) war ein deutscher Kaufmann Seidenwaren-Großhändler und Bürgervorsteher-Worthalter sowie Kommerzienrat.

## Leben
Geboren in dem kleinen Ort Jellen zur Zeit des Großherzogtums Mecklenburg, wurde Conrad Bühring wenige Tage nach seiner Geburt am 22. März 1835 in Kirchkogel getauft.
Noch zur Zeit des Königreichs Hannover begründete Bühring in der Residenzstadt Hannover gegen Ende des Jahres 1862 gemeinsam mit dem aus dem Rheinland stammenden August Lindemann die Seidenwaren-Großhandlung Lindemann & Bühring, aus der sich unter dem Namen Conrad Bühring in international operierendes Unternehmen entwickelte.
Das erste Geschäftslokal befand sich in dem der seinerzeit der Familie Braun gehörenden Gebäude in der Marktstraße 54, in dem die beiden Firmengründer nun gemeinsam ein Jahrzehnt lang wirkten. Dabei leitete Bühring den gesamten Außendienst sowie den Ein- und Verkauf.
Später wurde Conrad Bühring zum Bürgervorsteher-Worthalter der stimmberechtigten Bürger gewählt und zum Kommerzienrat ernannt.
Rund ein Jahr nach der Annexion des Königreichs Hannover durch Preußen heiratete Bühring am 4. Juni 1867 in der Neustädter Hof- und Stadtkirche St. Johannis die Charlotte Becker (Christine Charlotte Elisabeth Becker; * 18. Februar 1839 in Hannover; † 6. Juni 1928 ebenda), eines von neun Kindern des hannoverschen Kaufmanns Georg Wilhelm Becker (*  25. November 1791 Uelzen; † 6. Mai 1874 in Hannover), der bereits 1818 gemeinsam mit seinem Bruder Carl ein Tuch- und Manufakturwarengeschäft in der Calenberger Straße 22 der Calenberger Neustadt eröffnet hatte. Mitglieder der Familie Becker waren zuvor Teilhaber der Lederfabrik August Söhlmann geworden, die ebenso wie das städtische hannoversche Krankenhaus in Linden 1833 die ersten Dampfmaschinen in Betrieb genommen hatten und so schon vor Georg Egestorff für den Beginn der Industrialisierung des welfischen Königreichs standen.
1868 wurde Conrad Bührings Sohn Franz Bühring geboren.
Nach der Ausrufung des Deutschen Kaiserreichs war August Lindemann 1872 zurück in seine Heimat gegangen und nach Köln übergesiedelt, während Conrad Bühring das hannoversche Unternehmen nun unter seinem eigenen Namen zunächst alleine fortführte.

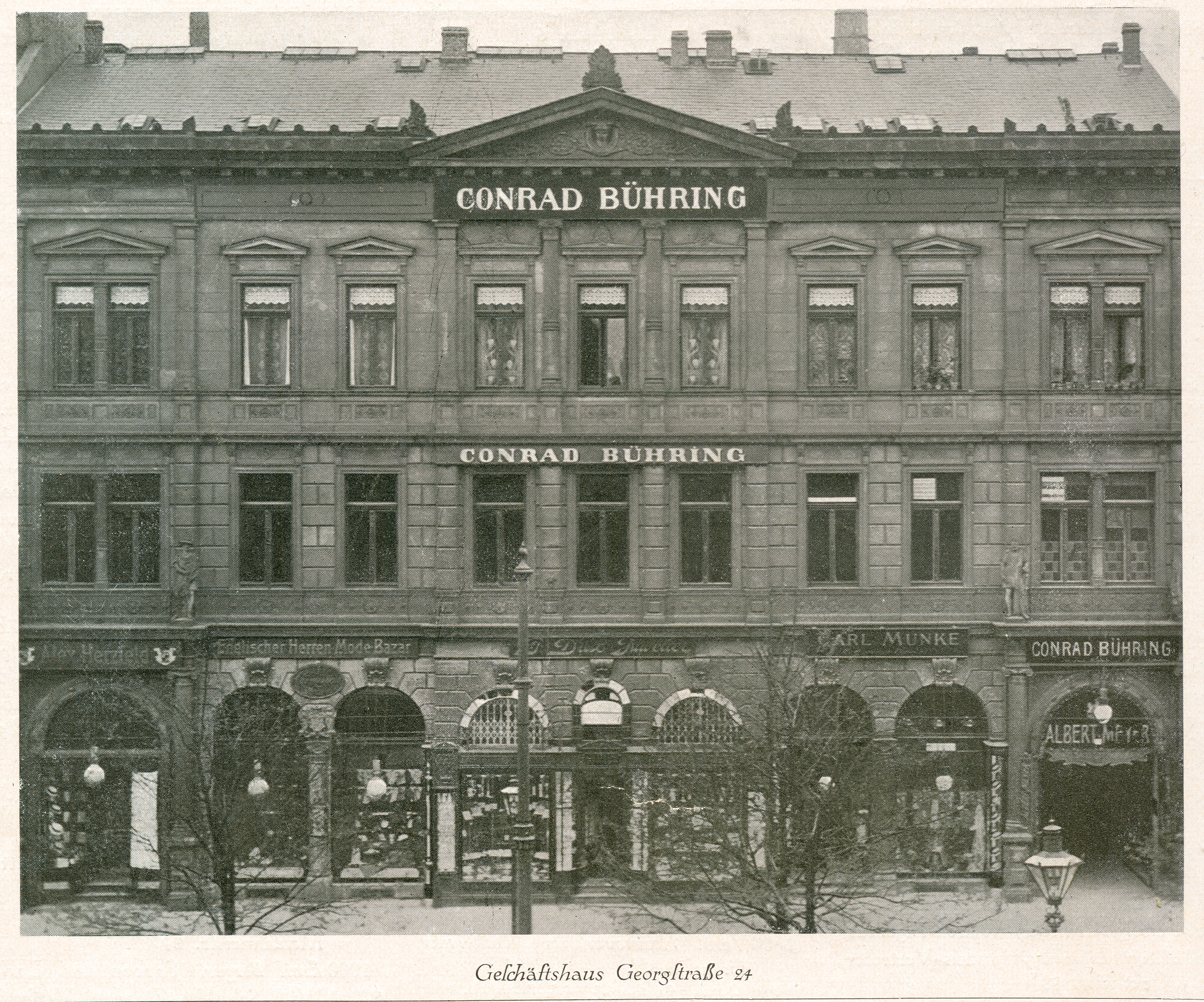
Um 1902 oder später: Das später Haus Frensdorff/Bühring genannte Geschäftsgebäude in der Georgstraße 24 (heute: Hausnummer 38) mit dem Schriftzug des Hoffotografen Albert Meyer über dessen „Wärmehalle“

1880 erwarb Bühring das in den Gründerjahren um 1873 bis 1874 durch den Architekten Ludwig Brockmann im Stil der Neorenaissance in der Georgstraße errichtete, dann Haus Frensdorff/Bühring genannte Geschäftsgebäude gegenüber dem Opernhaus, wo er seinen Seidengroßhandel nun betrieb.
1893 wurde Bührings Sohn Conrad zunächst Teilhaber der von seinem Vater gegründeten Seidenwaren-Großhandlung, die er nach dem Tode des Firmengründers dann übernahm.
Conrad Bühring starb 1893 in Göttingen und wurde nach seiner Überführung nach Hannover am 9. August 1893 auf dem dortigen Stadtfriedhof Engesohde bestattet, ebenso wie später seine Ehefrau und vor ihm sein Schwiegervater Georg Wilhelm Becker.